# San Lorenzo Maggiore (Mailand)

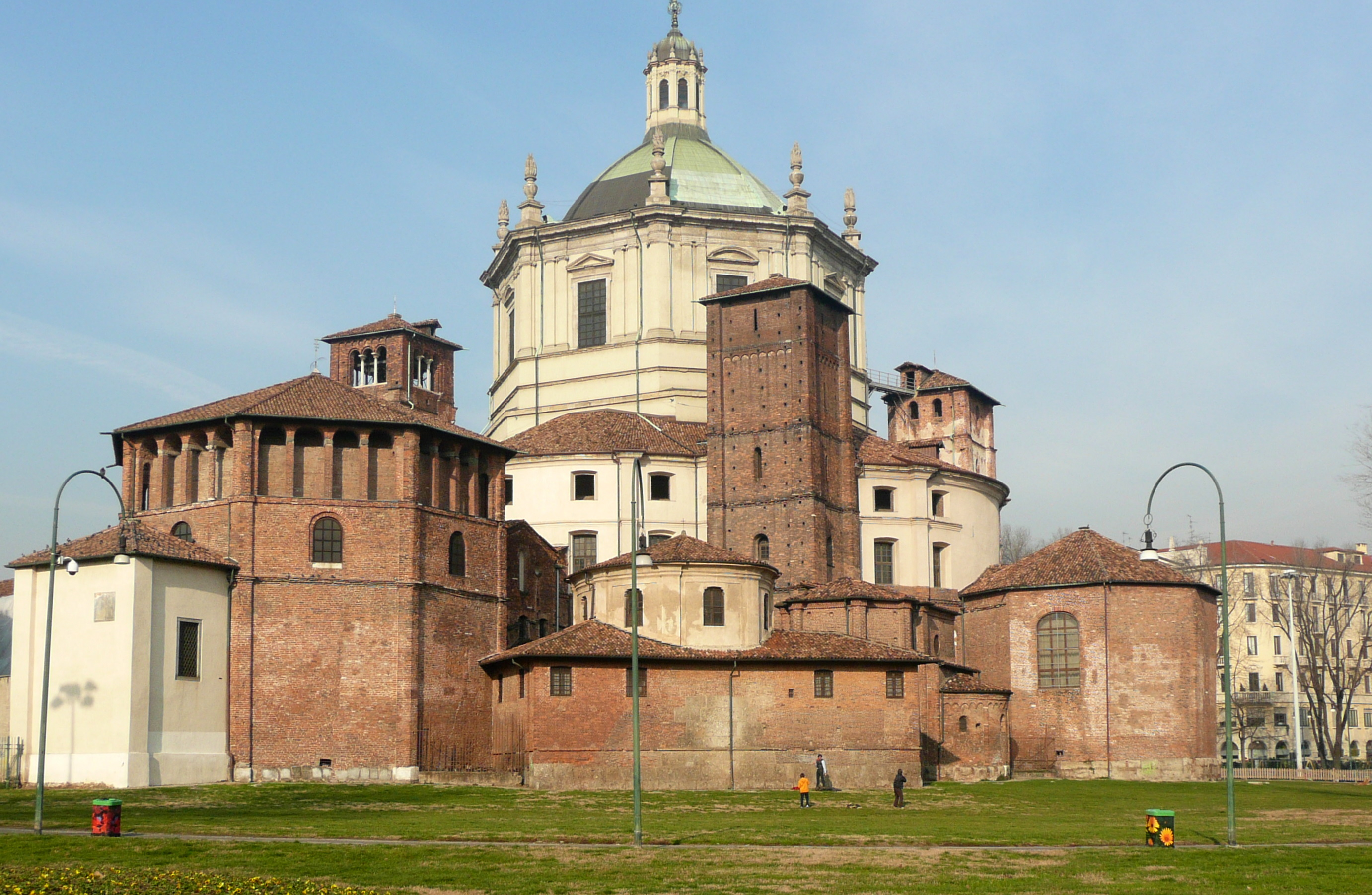
San Lorenzo von Südost aus gesehen. Marmorverkleidete Apsiden umgeben im Wechsel mit Backteintürmen den Zentralbau. Links die achteckige Backsteinkapelle Sant’Aquilino, rechts die niedrigere Chorscheitelkapelle Sant’Ippolito.

Die Kirche San Lorenzo Maggiore (italienisch Chiesa di San Lorenzo Maggiore) in der italienischen Stadt Mailand ist eine frühchristliche Kirche des 4. Jahrhunderts, die dem Heiligen Laurentius geweiht ist. Sie wurde in römischer Zeit begonnen und zeigt trotz Umgestaltungen seit der Romanik noch die ursprüngliche Struktur als Tetrakonchos, also einen Zentralbau mit vier Apsiden und vier aus romanischer Zeit stammenden Ecktürmen.

## Baugeschichte
Die Anfänge sind unsicher. Einige Forscher nehmen einen Baubeginn unter dem arianischen Bischof Auxensius (355–374) an, andere vermuten eine Funktion als kaiserliche Grablege. Auch eine entsprechende Nutzung für den Heermeister Stilicho, der damit auch als Bauherr der Kirche in Frage käme, wurde in Betracht gezogen. Um 400 wurden noch Spolien aus dem bis dahin benutzten Amphitheater verbaut. Erst um 500 wird die Kirche erstmals urkundlich erwähnt. Brände (1071 und 1104) veranlassten einen weitgehenden Wiederaufbau. Aus dieser Zeit stammen die vier Türme, die als Widerlager für die Kuppel dienen. 1573 stürzte die Kuppel ein, sie wurde Formen der Spätrenaissance erneuert und 1619 mit der Laterne vollendet. Die vor den Bau gesetzte Vorhalle mit ihrer Fassade aus hohen Portalbögen wurde 1894 im Geist der Neorenaissance errichtet. Restaurierungen des 20. Jahrhunderts legten frühchristliche und romanische Mauerteile frei.

## Baugestalt

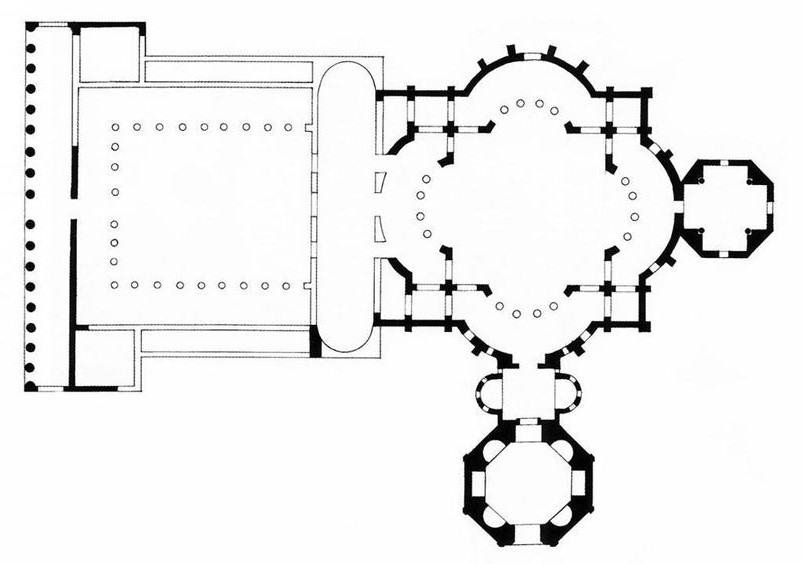
San Lorenzo mit der antiken Säulenreihe (links)

### Platz
Auf dem Platz vor der Fassade, der die Fläche eines frühchristlichen Atriums (vgl. Sant’Ambrogio) einnimmt, steht ein Denkmal für Kaiser Konstantin I., eine neuere Bronzekopie des römischen Originals im Lateran. Konstantin hatte im Jahr 313 mit dem sogenannten Edikt von Mailand erstmals die Ausübung des christlichen Kultus auch im weströmischen Reich erlaubt. Der Platz wird geschlossen durch 16 schon im 4. Jahrhundert von einem Thermen- oder Theatergebäude des 2. bis 3. Jahrhunderts hierher versetzte Säulen, die sogenannten „Colonne di San Lorenzo“, einem der wenigen Überreste aus der Zeit des römischen Mediolanum. Die 9,5 m hohen kannelierten Säulen mit attischen Basen und Kompositkapitellen tragen einen Architrav mit Mittelbogen.

### Außenbau
Das Hauptgebäude wird von einigen Kapellen umgeben. Von Südosten hat man den besten Blick auf die ältesten Bauteile: die zwischen die Apsiden gestellten Türme und die frühchristlichen Kapellenanbauten. An der Südkonche wurde im späten 4. oder frühen 5. Jahrhundert das achteckige Baptisterium angebaut, als Kapelle des heiligen Aquilinus (Cappella di Sant’Aquilino), besagtem Mailänder Heiligen († 1015) jedoch erst im 16. Jahrhundert gewidmet. Die Chorscheitelkapelle ist dem Hl. Hippolyt von Rom (Sant’Ippolito) geweiht.

### Inneres
Im Inneren ist der frühchristliche Baucharakter mit den vier Apsiden und den doppelgeschossigen Emporenarkaden besser zu erkennen. Der Bau gehört zu den ältesten Zentralbauten der westlichen Kunst. Die Bezeichnung Basilika bezieht sich auf den kirchlichen Rang, nicht auf den Bautyp. Der ursprüngliche Raumeindruck des Zentralbaus ist durch die Erneuerungen des 16. Jahrhunderts erheblich verändert. Für die frühchristlich-mittelalterliche Zeit muss man sich eine quadratische statt achteckige Stellung der raumbegrenzenden Scheidbögen vorstellen. Die doppelgeschossigen Arkaden jedoch gehören schon zum ältesten Motivbestand und weisen voraus auf ähnliche Lösungen wie in der Hagia Sophia, in San Vitale in Ravenna oder dem Aachener Dom.
Bedeutende Ausstattungsreste der Frühzeit enthält die südlich angebaute ehemalige Taufkapelle (Sant’Aquilino). Den Anschluss bildet ein Durchgang mit Marmorreliefs aus römischer Zeit. Eine Vorstellung von der ursprünglichen Ausstattung nicht nur dieses Kapellenraumes vermitteln die Mosaiken vom lehrenden Christus zwischen den Aposteln in der südlichen Apsiskalotte und ein Fragment mit Darstellung des alttestamentlichen Propheten Elija auf dem Feuerwagen.

## Orgel

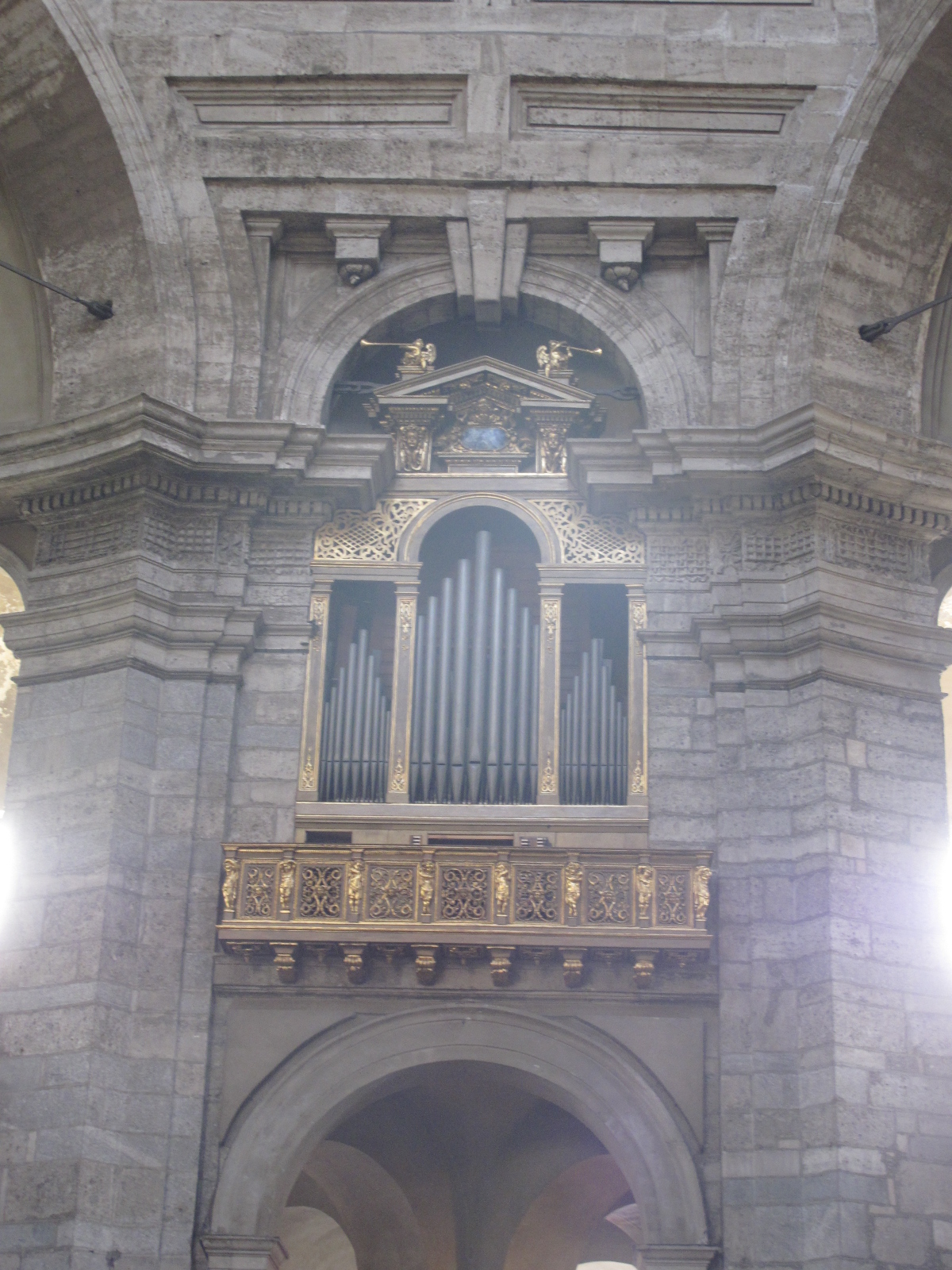
Blick auf die Orgel

Die große Orgel in der Apsis wurde 1870 von dem Orgelbauer Pietro Bernasconi (Mailand) erbaut. In dem Instrument wurde Pfeifenmaterial wiederverwendet, das 1840 von dem Orgelbauer Felice Bossi (Bergamo) erbaut worden war, das wiederum Pfeifenmaterial aus Vorgängerinstrumenten enthielt. Das rein mechanische  Instrument hat drei Manualwerke (Grand’Organo, Organo Secondo, Concerto), spielbar von zwei Manualen und Pedal.
| I Grand'Organo C-c4           |       |          |
| Manuale                       |       |          |
| Principale                    | (B/D) | 16′      |
| Principale I                  | (B/D) | 8′       |
| Principale II                 | (B/D) | 8′       |
| Ottava                        | (B/D) | 4′       |
| Duodecima                     | (B/D) | 2 ⁄3′    |
| Quinta decima                 |       | 2′       |
| Decima nona                   |       | 1 ⁄2′    |
| Vigesima seconda              |       | 1′       |
| Due di Ripieno XXVI-XXIX      |       |          |
| Due di Ripieno XXXIII-XXXVI   |       |          |
| Due di Ripieno (Quadragesime) |       |          |
|                               |       |          |
| Pedale                        |       |          |
| Contrabbassi e ottave         |       | 16′ + 8′ |
| Contrabbassi II               |       | 16′      |

| II Organo Secondo C–c4 |       |    |
| Tromba dolce           | (B/D) | 8′ |
| Voce tremula           | (D)   | 8′ |
| Violone                | (B)   | 8′ |
| Viola                  | (B)   | 4′ |
| Violino I              | (D)   | 4′ |
| Viola II               | (B)   |    |
| Violino II             | (D)   |    |
| Voce flebile           | (D)   |    |
| Flauto in ottava       | (B/D) |    |

| Concerto C-c4       |       |     |
| Manuale             |       |     |
| Fagotto             | (B)   |     |
| Tromba              | (D)   |     |
| Clarone             | (B)   |     |
| Clarinetto          | (D)   |     |
| Tromba              | (B)   |     |
| Corno Inglese       | (D)   |     |
| Controboe           | (B/D) |     |
| Flutta              | (D)   |     |
| Viola               | (B)   |     |
| Flauto in VIII      | (B/D) |     |
| Ottavino            | (D)   |     |
| Duodecima           | (D)   |     |
| Principale cornetto | (D)   |     |
| Voce umana          | (D)   |     |
|                     |       |     |
| Pedale              |       |     |
| Violone             |       | 8′  |
| Bombarda            |       | 16′ |
| Timballi            |       |     |

* Koppeln: II/I I/P, Terza mano